# Christina Dodd
Christina Dodd (* 14. Juli 1957) ist eine US-amerikanische Autorin von Liebesromanen. Sie lebt derzeit in Texas.

## Biographie
Christina Dodd ist die jüngste von drei Schwestern, deren Vater vor ihrer Geburt verstarb. Bereits in ihrer Kindheit liebte sie das Lesen. Sie besuchte das College in Boise, Idaho, wo sie ihren späteren Ehemann Scott kennenlernte. Nach dem Abschluss arbeitete sie als Technische Zeichnerin in einer Ingenieur-Firma und entwarf unter anderem Sägemühlen. Während ihrer Pausen las sie häufig romantische Geschichten und dachte sich alternative Enden aus.
Nachdem 1980 ihre Tochter Shannon geboren wurde, entschloss sie zu Hause zu bleiben und mit dem Schreiben zu beginnen. In den nächsten zehn Jahren schrieb sie drei Geschichten, während sie nebenbei in einem Buchladen arbeitete. Durch den Kontakt lernte sie die Wünsche der Leser kennen. Ihre ersten beiden Manuskripte wurden jedoch abgewiesen. Erst Candle in the Window wurde veröffentlicht, nachdem die Geschichte den Golden Heart Award der Romance Writers of America, einen Preis für unveröffentlichte Werke, gewonnen hatte. Der Verlag HarperCollins nahm sich des Manuskriptes an und publizierte es 1991. Dieses Buch gewann weitere Preise und ist bis heute im Druck.
Aufgrund der konservativen Einstellung ihres Herausgebers gegenüber Liebesszenen sind viele ihrer frühen Bücher gekürzt. Erst als sie zu Avon wechselte, wurden ihre Bücher unverändert veröffentlicht. Das erste Buch bei Avon war A Well Pleasured Lady, welches auch einen Wechsel zu historischen Geschichten bedeutete.
Ihre Heldinnen basieren häufig auf dem Character ihrer Mutter. Die Bücher wurden mittlerweile in mehrere Sprachen übersetzt und standen auf den Bestsellerlisten der New York Times, der USA Today und der Publishers Weekly. Ihre Geschichte My Favorite Bride von 2003 stand 15 Wochen in den Top 15 der New York Times-Bestsellerliste. Die Romance Writers of America verliehen ihr den RITA Award, den höchsten Preis für romantische Schriftsteller in Amerika.
Zwischenzeitlich lebte sie mit ihrer Familie in Kalifornien und Idaho.

### Preise
- Romance Writers of America RITA Award, Candle in the Window
- Romance Writers of America Golden Heart Award, Candle in the Window
- Library Journal Top 5 Romances of 1997, A Well Pleasured Lady
- 1999 Romance Writers of America RITA Award finalist, A Well Favored Gentleman

## Bibliographie

### Candle in the Window Serie
1. Candle in the Window (1991) – Flamme und Schwert (2010)
2. Castles in the Air (1993)

### Ritter Serie
1. Once a Knight (1996) – Geheime Sünden (1999)
2. A Knight to Remember (1997) – Die Geliebte des schwarzen Ritters (2006)

### Fairchild Serie
1. Well Pleasured Lady (1997) – Highland Lady (2000) / Flucht nach Schottland (2002)
2. A Well Favored Gentleman (1998) – Die Herrin von Fionnaway (2001)

### Baminia
1. The Runaway Princess (1999) – Widerspenstige Herzen (2001)
2. Someday My Prince (1999) – Betörende Küsse (2001)

### Die Gouvernanten-Braut Serie
1. Rules of Surrender (2000) – Rebellische Herzen (2002)
2. Rules of Engagement (2000) – Geliebte Betrügerin (2002)
3. Rules of Attraction (2001) – Zärtlicher Hinterhalt (2003)
4. In My Wildest Dreams (2001) – Die Liebesfalle (2003)
5. Lost in Your Arms (2002) – In deinen Armen (2004)
6. My Favorite Bride (2002) – Die widerspenstige Braut (2003)
7. My Fair Temptress (2005)
8. In Bed with the Duke (2010) – Sündiges Abenteuer (2013)
9. Taken by the Prince (2011)

### Lost Texas Heart Serie
1. Just the Way You Are (2003) – Geraubte Herzen (2005)
2. Almost Like Being in Love (2004) – Mein Herz in deinen Händen (2005)
3. Close to You (2005) – Verbotene Nähe (2007)

### Switching Places Serie
1. Scandalous Again (2003) – Spiel mit der Leidenschaft (2004)
2. One Kiss from You (2003) – Ein Kuss von Dir (2005)

### The Lost Princesses
1. Some Enchanted Evening (2004) – Der Lord und die Rebellin (2007)
2. The Barefoot Princess (2006) – Ketten der Liebe, Übers. H. Hanowell (Blanvalet, 2008)
3. The Prince Kidnaps a Bride(2006) – Die schottische Brautjagd (2009)

### Darkness Chosen
1. Scent of Darkness (2007) – Nachtschwarze Küsse (August 2009)
2. Touch of Darkness (2007) – In den Armen der Nacht (November 2009)
3. Into the Shadow(2008) – Samtschwarze Nacht (Oktober 2010)
4. Into the Flame (2008) – Flammen der Nacht (Juli 2011)

### Sonstige
- Treasure of the Sun (1991)
- Priceless (1992)
- Lady in Black (1993)
- Outrageous (1994)
- The Greatest Lover in All England (1994) – Liebhaber meiner Träume (1994)
- Move Heaven and Earth (1995)
- That Scandalous Evening (1998)
- Once Upon a Pillow (2002) (with Connie Brockway)
- The Prince Kidnaps a Bride (2006)
- Trouble in High Heels (2006) – In den Armen des Fremden (2008)
- Tongue In Chic (2007)- Die Herzensdiebin, Übers. H. Hanowell (Blanvalet, 2008)

### Anthologien
- Tall, Dark, and Dangerous (1994) (with Catherine Anderson and Susan Sizemore)
- One Night With a Rogue (1995) (with Kimberly Cates, Deborah Martin (Sabrina Jeffries) and Anne Stuart)
- Scottish Brides (1999) (with Stephanie Laurens, Julia Quinn and Karen Ranney)
- My Scandalous Bride (2004) (with Celeste Bradley, Leslie LaFoy and Stephanie Laurens)
- Hero, Come Back (2005) (with Elizabeth Boyle and Stephanie Laurens)